# Sternoharpya stictica
Sternoharpya stictica är en skalbaggsart som beskrevs av Aurivillius 1913. Sternoharpya stictica ingår i släktet Sternoharpya och familjen långhorningar. Inga underarter finns listade i Catalogue of Life.